# Borna Gojo
Borna Gojo (Split, 27. veljače 1998.), hrvatski tenisač i teniski reprezentativac, finalist Davisova kupa 2021.

## Vanjske poveznice
- Profil pri ATP-u
- Profil pri ITF-u
- Profil na stranicama Davisova kupa